# Jan Warzecha
Jan Marek Warzecha (ur. 21 kwietnia 1959 w Jodłowej) – polski polityk, przedsiębiorca i samorządowiec, poseł na Sejm VI, VII, VIII, IX i X kadencji.

## Życiorys
W 1985 ukończył studia ekonomiczne na Wydziale Ekonomiki Produkcji i Obrotu Rolnego Akademii Rolniczej w Krakowie. Od 1986 do 1989 pracował w Kombinacie Rolno-Przemysłowym Igloopol w Dębicy, następnie do 2007 prowadził własną działalność gospodarczą w różnych branżach. W listopadzie 2007 został sekretarzem miasta Dębicy, a w lutym 2009 zastępcą wójta gminy Dębica.
Z listy Prawa i Sprawiedliwości kandydował bezskutecznie w wyborach w 2007 do Sejmu w okręgu rzeszowskim, otrzymując 10 002 głosy. Po śmierci Grażyny Gęsickiej w katastrofie polskiego Tu-154 w Smoleńsku uzyskał uprawnienie do objęcia po niej mandatu, na co wyraził zgodę. Ślubowanie poselskie złożył 5 maja 2010.
W wyborach w 2011 otrzymał 12 588 głosów i tym samym ponownie zdobył mandat poselski. W 2015 i 2019 z powodzeniem ubiegał się o poselską reelekcję (dostał odpowiednio 15 240 głosów oraz 18 913 głosów). W IX kadencji został m.in. wiceprzewodniczącym Komisji do Spraw Energii, Klimatu i Aktywów Państwowych. W 2023 został wybrany do Sejmu X kadencji (zdobywając 14 023 głosy).

## Odznaczenia
W 2017 został odznaczony Medalem Pro Patria.

## Życie prywatne
Żonaty z Wiesławą, mają trzech synów i córkę. Jest prawnukiem Macieja Warzechy (posła na Sejm Krajowy, wójta Jodłowej) oraz wnukiem Stanisława Warzechy (również wójta Jodłowej).
W 2017 wydał swoją książkę Od sołtysa do ministra. Klucz do wyborczego i politycznego sukcesu według praktyka.

## Wyniki w wyborach ogólnopolskich
| Wybory | Komitet wyborczy   | Komitet wyborczy       | Organ            | Okręg | Wynik          |
| ------ | ------------------ | ---------------------- | ---------------- | ----- | -------------- |
| 2007   |                    | Prawo i Sprawiedliwość | Sejm VI kadencji | nr 23 | 10 002 (2,04%) |
| 2011   | Sejm VII kadencji  | Prawo i Sprawiedliwość | 12 588 (2,75%)   | nr 23 |                |
| 2015   | Sejm VIII kadencji | Prawo i Sprawiedliwość | 15 240 (3,00%)   | nr 23 |                |
| 2019   | Sejm IX kadencji   | Prawo i Sprawiedliwość | 18 913 (3,21%)   | nr 23 |                |
| 2023   | Sejm X kadencji    | Prawo i Sprawiedliwość | 14 023 (2,08%)   | nr 23 |                |